# 米科拉伊夫卡 (彼得羅巴甫利夫卡市鎮)
49°42′27″N 37°57′34″E / 49.70750°N 37.95944°E
米科拉伊夫卡（烏克蘭語：Миколаївка），是烏克蘭的村落，位於該國東部哈爾科夫州，由庫普揚斯克區的彼得羅巴甫利夫卡市鎮負責管轄，始建於1890年，面積0.62平方公里，海拔高度166米，2001年人口118，人口密度每平方公里191.6人。